# Serious Sam II
Serious Sam 2 (с англ. — «Серьёзный Сэм 2»; в русской локализации — «Крутой Сэм II») — компьютерная игра в жанре шутера от первого лица от компании Croteam, продолжение серии игр Serious Sam.

## Сюжет
Как было ясно из Serious Sam: The Second Encounter, Крутой Сэм отправляется на планету Сириус, чтобы победить Ментала раз и навсегда. По дороге туда с Сэмом связывается Великий Совет Сириуса и рассказывает, что для победы необходимо собрать особый «Медальон силы», поскольку только он способен сделать бессмертного Ментала уязвимым. Он состоит из пяти частей. Первая часть находится у Симб с планеты М’Дигбо, вторая — у племени Зикси с Магнора, третья — у населения планеты Чи-Фанг, четвёртая — у Клиров на планете Клир, и пятая у расы Элфисов. Однако все пять частей были захвачены приспешниками Ментала: первую утащила огромная обезьяна Квонго, вторую украла большая пчела Зум-Зум, третью проглотил принц Чань, четвёртую маг Клировский использует в своих ритуалах, а пятую стережёт дракон Сесил. Совет Сириуса даёт Сэму задание заполучить медальон, чтобы убедиться в том, что он «Избранный».
Сэм уничтожает войска Ментала на всех пяти планетах, отбирает у главарей части медальона (убив всех, за исключением Сесила) и собирает медальон воедино. Далее он отправляется на Кронор, спутник Сириуса, чтобы активировать огромную орбитальную пушку и пробить энергетический щит Сириуса. Попутно он спасает пленных воинов альянса, которые должны помочь ему в контратаке, и уничтожает робота Ментала Хьюго. Во время наступления на Сириус сквозь дыру в щите успевает пролететь только Сэм, а его союзники остаются снаружи. Сэм, летя через Сириусополис (менталовский город), задевает здание и терпит крушение. После Сэму удаётся добраться до генератора щита, но он попадается на ловушку, и его заставляют участвовать в смертельном шоу с комментатором Гнааром. Наконец, когда корабли Альянса прорываются на Сириус и освобождают Сэма, ему удаётся добраться до крепости Ментала. Но там Ментала он не застал, а только слышал его голос через динамик. Сам злодей в это время успел эвакуироваться в летающей тарелке. Во время титров показан его улетающий вглубь космоса летающий корабль, в то время как на фоне три неизвестных человека иронизируют над столь неудачной шуткой Croteam и обсуждают, насколько большим может быть Ментал. В самом конце игры, после завершающих титров, в ролике, стилизованном под старое немое кино выясняется, что медальон был пустышкой, и маги Совета собрали уже несколько коробок подобных артефактов. Сэм приходит в ярость и начинает гоняться за магами по всей их хижине.

## Саундтреки
Все музыкальные композиции в игре записаны штатным композитором Дамьяном Мравунацем. Вопреки расхожему мнению, группа Undercode не принимала участие в работе над саундтреком к Serious Sam II, хотя в игре, на уровне "Сесил", присутствует одна из её композиций, присутствующих в Serious Sam: The Second Encounter на уровне "Вавилонская башня".

## Критика
| Сводный рейтинг    | Сводный рейтинг | Сводный рейтинг |
| Издание            | Оценка          | Оценка          |
| Издание            | PC              | Xbox            |
| ------------------ | --------------- | --------------- |
| GameRankings       | 75,23 %         | 74,23 %         |
| Metacritic         | 74/100          | 72/100          |
| Иноязычные издания |                 |                 |
| Издание            | Оценка          | Оценка          |
| Издание            | PC              | Xbox            |
| 1UP.com            | 90 %            | N/A             |
| GamePro            | N/A             | 80 %            |
| GameSpy            | 70 %            | N/A             |
| IGN                | 82 %            | 82 %            |
| PC Gamer (US)      | 75 %            | N/A             |

В отличие от предыдущих игр серии, Serious Sam: The First Encounter и Serious Sam: The Second Encounter, первая из которых в 2001 году была удостоена звания "Игра года" (ПК) от GameSpot, Serious Sam II получила более смешанные оценки критиков. По данным GameRankings средний рейтинг игры составляет 75%. Другие примечательные рецензии включают оценку GamePro на 4/5 и GameSpy на 3,5/5. .IGN присвоил Serious Sam 2 оценку 8,2 из 10, суммируя мнения многих других изданий: «Как и его предшественник, Serious Sam 2 удовлетворяет очень специфический вкус. Поклонники олдскульных экшн-игр, в которых основное внимание уделяется уничтожению волны врагов, обязательно обнаружат, что эта игра доставляет им удовольствие. Тем не менее, нескончаемый фестиваль убийств, которым является Serious Sam 2, иногда рискует стать однообразным. Что спасает игру, так это бесконечное разнообразие врагов, которые встречаются на вашем пути, и сложные испытания, которые они предлагают. Добавьте к этому движок, который с легкостью справится со всем этим, и уникальный, красочный визуальный стиль, и это идеальная игра для любителей экшена».
Одной из основных претензий к игре было то, что её стилистика намного менее «серьезная» и гораздо более «мультяшная», чем в The First Encounter и The Second Encounter. Чрезмерный упор на отражающие поверхности и неуместное затемнение пикселей были восприняты скорее как демонстрация возможностей движка, чем как определение атмосферы игры. Более светлые цвета и более оптимистичный саундтрек сделали игру менее реалистичной, в отличие от реалистичных египетских гробниц и пирамид майя в более ранних играх, и игроки жаловались, что, хотя оружие в предыдущих играх казалось массивным и мощным, оружие в Serious Sam II было таковым в меньшей степени.